# カール・モファット
カール・モファット（Karl "Butch" Moffat、1960年7月31日 - ）は、カナダのプロレスラー。アルバータ州カルガリー出身。生年は1958年、デビューは1979年、出身地はオンタリオ州ウィンザーともされる。
ホラー映画『13日の金曜日』に登場するジェイソン・ボーヒーズを模した怪奇派覆面レスラー、ジェイソン・ザ・テリブル（Jason the Terrible）のオリジナル版としての活動で知られる。
1990年代にW★INGプロモーションに参戦していたジェイソン・ザ・テリブル（ラファエル・ロドリゲス）は、コピー版の別人である。

## 来歴
1983年、ブッチ・モファット（Butch Moffat）のリングネームで地元カルガリーのスタンピード・レスリングにおいてデビュー。スキンヘッドに顎髭の大型ヒールとして、ショーグン・KY・ワカマツをマネージャーにザ・コブラやヒロ斎藤と共闘し、サニー・トゥー・リバーズ、ダイナマイト・キッド、デイビーボーイ・スミスらと対戦。1984年11月には、スタンピード・レスリングを買収したWWFのハウス・ショーでブレット・ハートとの連戦が組まれた。
WWFに継続参戦することはなく、その後はカナダの各テリトリーを転戦。1984年11月26日にはバンクーバーのNWAオールスター・レスリングにおいて、エルトン・スタントン（1980年に国際プロレスに来日したトム・スタントン）と組んでNWAカナディアン・タッグ王座を奪取。沿海州のアトランティック・グランプリ・レスリングではナチス・ドイツ系ギミックのハンス・ヘルマン（Hans Herman）を名乗り、キラー・カール・クラップのパートナーとなって、1985年7月10日にAGPWタッグ王座を獲得した。
1986年2月、ザ・ジャッカル（The Jackal）のリングネームで新日本プロレスに初来日。3月21日に岐阜産業会館において、クリス・アダムスと組んで藤波辰巳&木村健吾が保持していたIWGPタッグ王座に挑戦した。同年10月の再来日では、9日に両国国技館で開催された『INOKI 闘魂 LIVE』にて藤波とシングルマッチで対戦している。
1987年、プエルトリコのWWCにおいて、13日の金曜日シリーズのジェイソン・ボーヒーズをギミックとしたジェイソン・ザ・テリブル（Jason the Terrible）に変身。劇中のジェイソンと同様のホッケーマスクを被った怪ヒールとなって、1月17日にインベーダー1号からTV王座を奪取した。同年5月、このギミックで全日本プロレスに来日。ジャイアント馬場、ジャンボ鶴田、ザ・グレート・カブキ、タイガーマスクらとタッグマッチで対戦し、タイガー・ジェット・シンのパートナーも務めた。
再興されたスタンピード・レスリングにも、帰国後の7月よりジェイソン・ザ・テリブルとして参戦し、ミスター・ヒトやオーエン・ハートと抗争。12月からはベビーフェイスに転じてハート・ファミリーと共闘、翌1988年にかけてバッドニュース・アレン、マッカン・シン、ヴォッカン・シン、ジェリー・モロー、キューバン・アサシン、リップ・ロジャース、ジョニー・スミス、海外修行中だったハシフ・カーンこと橋本真也などと対戦した。
1988年5月、同じくホッケーマスクを被った海賊男、バリー・ガスパー（Barry Gaspar）として新日本プロレスにUターン。首領格のビリー・ガスパーことボブ・オートン・ジュニアのパートナーとなって、マサ斎藤&ビッグバン・ベイダー、長州力&スーパー・ストロング・マシーン、ディック・マードック&アドリアン・アドニスなどのチームと対戦し、同年8月にも再登場した。なお、モファットはスタンピード・レスリングにおいて、オートン・ジュニアの実弟のゾディアックことバリー・オートンともタッグを組んでいた。
その後もカナダやプエルトリコではジェイソン・ザ・テリブルのキャラクターで活動し、WWCでは1988年11月19日にTNTからカリビアン・ヘビー級王座を奪取。1989年1月28日にはカルロス・コロンを破りTV王座に返り咲いている。同年3月11日には、スタンピード・レスリングでの抗争相手だったスティーブ "ストロング" ディザルボと組んでWWC世界タッグ王座を獲得、コロン&インベーダー1号の頂上コンビともタイトルを争った。
1990年代はカルガリー地区の新興団体だったカナディアン・ロッキー・マウンテン・レスリングや、マニトバ州のリバー・シティ・レスリングなどで活動。2000年代もカナダ各地のインディー団体への出場を続け、引退後はブリティッシュコロンビア州でトラック運転手に転じた。2010年代からは地元アルバータ州のリアル・カナディアン・レスリングにゲスト参戦している。

## 得意技
- ダイビング・ヘッドバット
- フライング・ラリアット
- ブレーンバスター
- エルボー・ドロップ

## 獲得タイトル
NWAオールスター・レスリング
- NWAカナディアン・タッグ王座：1回（w / エルトン・スタントン）[10]

アトランティック・グランプリ・レスリング
- AGPW北米タッグ王座：2回（w / キラー・カール・クラップ、ニキタ・カルミコフ）[11]

ワールド・レスリング・カウンシル
- WWC TV王座：2回[15]
- WWCカリビアン・ヘビー級王座：1回[20]
- WWC世界タッグ王座：1回（w / スティーブ・ストロング（英語版））[21]